# Lasalgaon
Lasalgaon è una suddivisione dell'India, classificata come census town, di 12.525 abitanti, situata nel distretto di Nashik, nello stato federato del Maharashtra. In base al numero di abitanti la città rientra nella classe IV (da 10.000 a 19.999 persone).

## Geografia fisica
La città è situata a 20° 8' 60 N e 74° 13' 60 E e ha un'altitudine di 580 m s.l.m..

## Società

### Evoluzione demografica
Al censimento del 2001 la popolazione di Lasalgaon assommava a 12.525 persone, delle quali 6.541 maschi e 5.984 femmine. I bambini di età inferiore o uguale ai sei anni assommavano a 1.438, dei quali 736 maschi e 702 femmine. Infine, coloro che erano in grado di saper almeno leggere e scrivere erano 9.663, dei quali 5.358 maschi e 4.305 femmine.